# アレグザンダー・ラムジー・オブ・マー

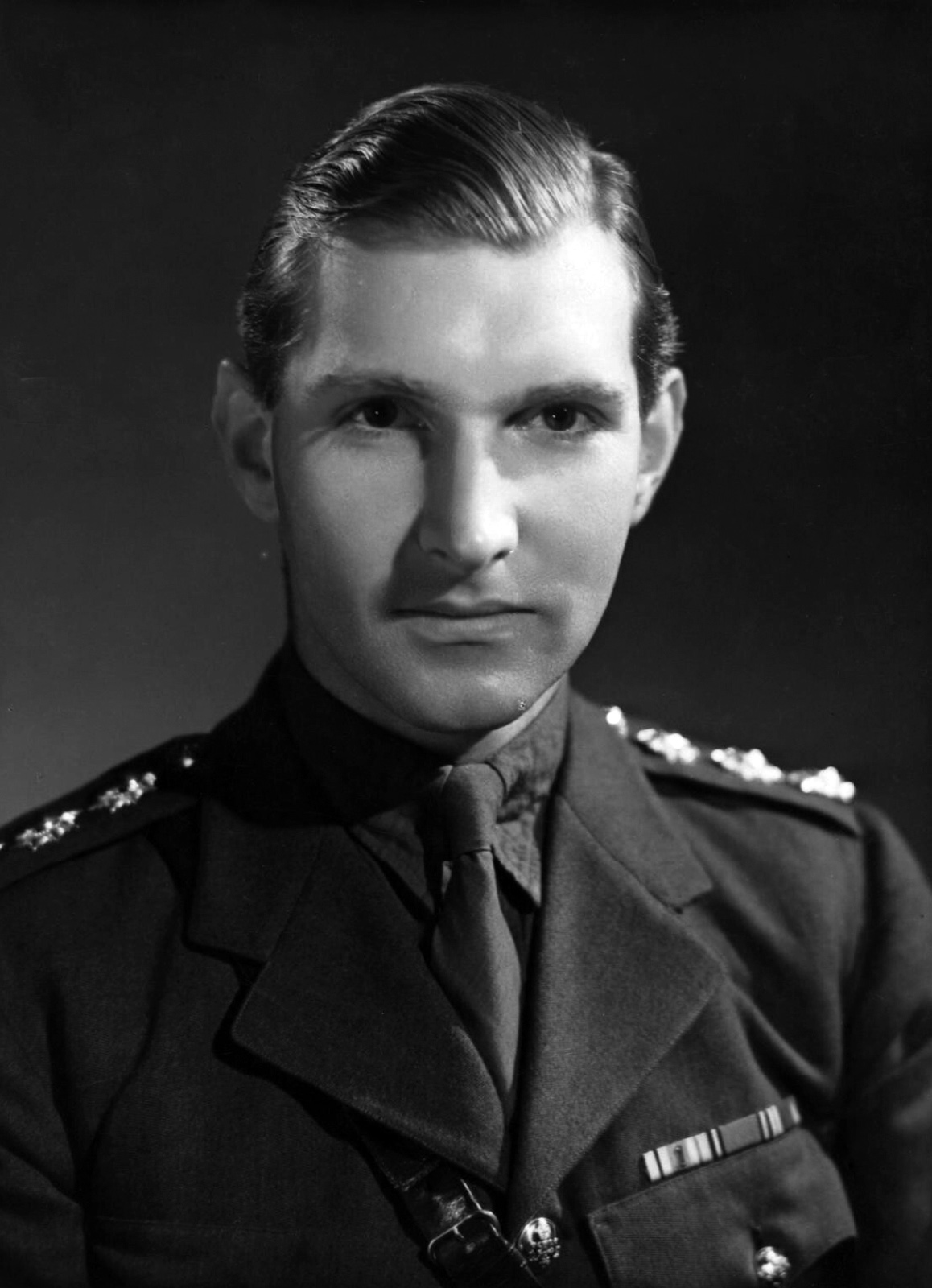
アレグザンダー・ラムジー、1944年

アレグザンダー・アーサー・アルフォンゾ・デーヴィッド・モール・ラムジー・オブ・マー（Alexander Arthur Alfonso David Maule Ramsay of Mar, 1919年12月21日 クラレンス・ハウス - 2000年12月20日 マー・ロッジ・エステート）は、20世紀イギリスの軍人・地主。ヴィクトリア女王の曾孫で、王室縁者として遇された。

## 生涯
ヴィクトリア女王第三王子コノート公アーサーの娘パトリシアと、スコットランド貴族第13代ダルハウジー伯爵の三男で海軍士官のアレグザンダー・ラムジーの間の唯一の子。祖父コノート公爵の殿邸クラレンス・ハウスの母の私室のバスルームで誕生した。
洗礼式は1920年2月23日セント・ジェームズ宮殿のチャペル・ロイヤルで時の国王ジョージ5世夫妻や王太后ら主だった王室メンバーの臨席のもと行われ、ウェールズ公デイヴィッド、スペイン王アルフォンソ13世、ルイーズ王女、ヘレナ王女とその娘ヘレナ・ヴィクトリア公女、ボルトン・エアーズ＝マンセル海軍中佐が洗礼の代父母に名を連ねた。
1937年の又従兄ジョージ6世の戴冠式では、王の甥ラッセルズ子爵とともに、ペイジ・オブ・オナーを務めた。同年イートン・スクールを卒業し、グレナディアガーズに入隊。第二次世界大戦では北アフリカ戦線に従軍し、1943年チュニジアで戦車での戦闘中に右脚を失う。1944年、オーストラリア総督となったグロスター公爵の部下となりオーストラリアに配属される。
1947年イギリスに帰国すると、伯父の未亡人アレグザンドラ王女からマー・ロッジ及びその付属地所マー・ロッジ・エステートの相続人に指名され、将来の農場主としての素養を身に付けるためオックスフォード大学トリニティ・カレッジに入学して農学を専攻。同カレッジを1952年に卒業し、エディンバラ西郊サウス・クイーンズフェリーにあるリンリスゴー侯爵家地所の農地管理人補佐を3年間務めた。
1959年伯母アレグザンドラ王女の死に伴い、マーの城館と地所を相続し、マーのレアード（領主）（Laird of Mar）となる。同時に、スコットランド紋章裁判所は、ラムジーが姓に領主の地位を示す「オブ・マー（of Mar）」の称号を加えることを認可した。地所の相続に伴い莫大な相続税が発生したため、地所の一部を売却しこれに充てた。なお、伯母からはマクダフ男爵位をも相続した。
1956年10月6日フレイザーバラにて、フレイザー氏族族長第20代ソルトーン卿の長女で女子相続者のフローラ・フレイザーと結婚。妻は1979年ソルトーン卿位と所領を相続し、これ以降ラムジー一家は妻方の所有するケアンズブルグ城を居城とした。ラムジーは1971年より自分と妻の所領のあるアバディーンシャーの副統監を務めた。81歳の誕生日を迎える前夜に、急病のためマーの地所で亡くなった。

## 子女
妻との間に3人の娘をもうけた。
- キャサリン・イングリッド・メアリー・イザベル・フレイザー（英語版）（1957年 - ） - ミストレス・オブ・ソルトーン、1980年マーク・ニコルソンと結婚
- アリス・エリザベス・マーガレット・ラムジー・オブ・マー（1961年 - ） - 1990年デーヴィッド・ラムジーと結婚
- エリザベス・アレグザンドラ・メアリー・ラムジー・オブ・マー（1963年 - ）

## 引用・脚注
1. 1 2 3 4  “Captain Alexander Ramsay” (英語). Herald Scotland. (2000年12月22日) 2020年2月9日閲覧。
2. 1 2 3 4 5  “Captain Alexander Ramsay of Mar”. The Daily Telegraph. 2015年1月14日閲覧。
3. 1 2 3 4  Mosley, Charles, ed (2003). Burke's Peerage, Baronetage & Knighthood (107 ed.). Burke's Peerage & Gentry. p. 1021. ISBN 0-9711966-2-1
4. ↑  “The Ramsay Christening – Ceremony at St. James's”. The Times:  p. 19. (1920年2月24日)
5. ↑  Mosley 2003, Vol. I., pp. 1021, 1759.
6. ↑   The General Register of Sasines, Book 1001, Folio 70. Edinburgh, UK: Public Records Office, Register House. (1982). pp. 76
7. ↑  Mosley 2003, p. 3510